# Proyecto Quagga

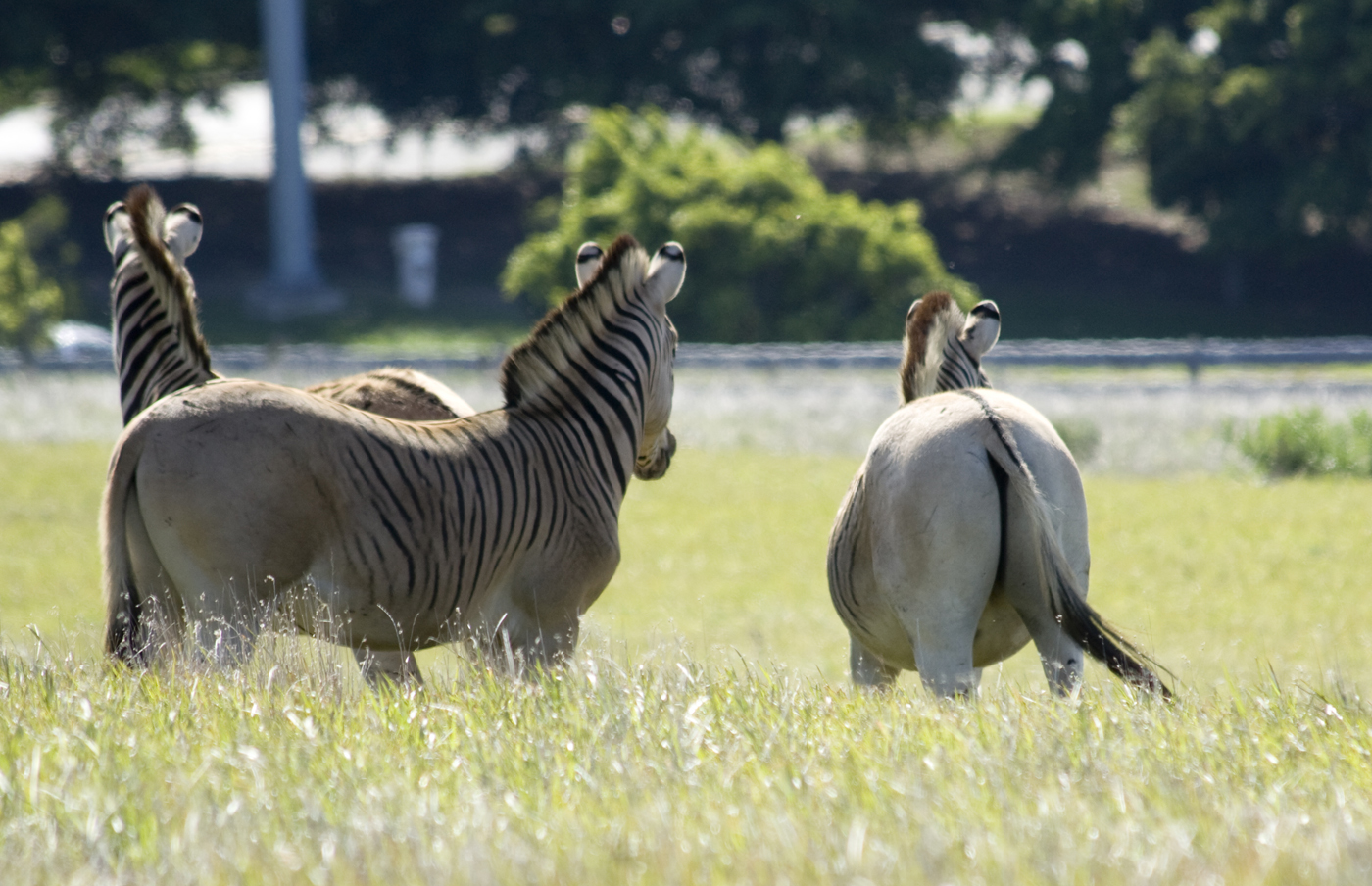
Cebras del proyecto en el campamento de animales en las laderas del Pico del Diablo, sobre el Hospital Groote Schuur, Ciudad del Cabo, Sudáfrica

El Proyecto Quagga es un intento de un grupo en Sudáfrica de utilizar la crianza selectiva para lograr un linaje reproductivo de la cebra de Burchell (Equus quagga burchellii) que se parezca visualmente a la extinta quagga (Equus quagga quagga).

## Historia

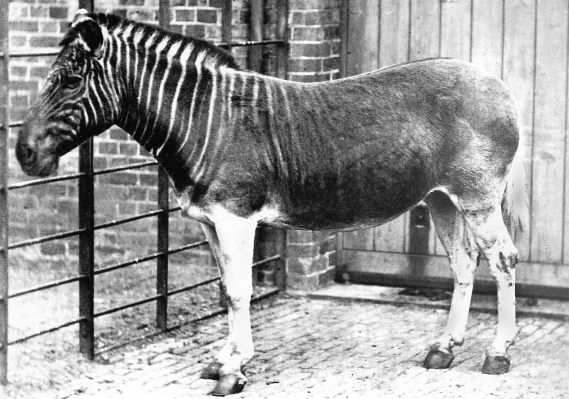
Fotografía de una yegua quagga de 1870

En 1955, Lutz Heck sugirió en su libro Großwild im Etoshaland que una cuidadosa cría selectiva de la cebra de llanura podría producir un animal parecido a la extinta quagga: una cebra con menos rayas y un color básico parduzco. En 1971, Reinhold Rau visitó varios museos de Europa para examinar los especímenes de quagga en sus colecciones y decidió intentar criar de nuevo a la quagga.
Más tarde, Rau se puso en contacto con varios zoólogos y autoridades de parques, pero en general se mostraron negativos porque la quagga no ha dejado descendientes vivos y, por lo tanto, la composición genética de este animal no está presente en las cebras vivas. Rau no abandonó su propuesta de cría , ya que consideraba que la quagga era una subespecie de la cebra de llanura. En 1980, los estudios moleculares del ADN mitocondrial de una quagga indicaron que, de hecho, era una subespecie de la cebra de llanura.
Después de que los resultados de los análisis de ADN aparecieran en publicaciones a partir de 1984, gradualmente se adoptó una actitud más positiva hacia la propuesta de reproducción de la cebra quagga. En marzo de 1986, se formó el comité del proyecto después de que se involucraran personas influyentes. Durante marzo de 1987, se seleccionaron y capturaron nueve cebras en el Parque Nacional de Etosha en Namibia. El 24 de abril de 1987, estas cebras fueron llevadas al complejo de campamentos de reproducción especialmente construido en la granja de conservación de la naturaleza «Vrolijkheid» cerca de Robertson, Sudáfrica. Esto marcó el inicio del proyecto de reproducción de la cebra quagga.
Se seleccionaron cebras adicionales por la claridad de sus rayas y se las incorporó al proyecto para aumentar la velocidad a la que las cebras perdían sus rayas. Algunas de las cebras del proyecto que no lograron desarrollar los rasgos físicos más parecidos a los de los quagga fueron liberadas en el Parque Nacional de los Elefantes de Addo.
Tras el aumento del número de cebras, el Proyecto Quagga tuvo que abandonar la granja «Vrolijkheid». En octubre de 1992, seis cebras fueron trasladadas a tierras con suficiente pasto natural, lo que reduciría el coste de la alimentación. En 1993, las cebras restantes fueron trasladadas a dos lugares adicionales. El 29 de junio de 2000, la Asociación del Proyecto Quagga, representada por su presidente Mike Cluver y los Parques Nacionales Sudafricanos por su entonces director ejecutivo Mavuso Msimang , firmaron un acuerdo de cooperación. Este acuerdo hizo que el Proyecto Quagga pasara de ser una iniciativa privada a un proyecto oficialmente reconocido y con apoyo logístico.[cita requerida]

## Hitos del proyecto

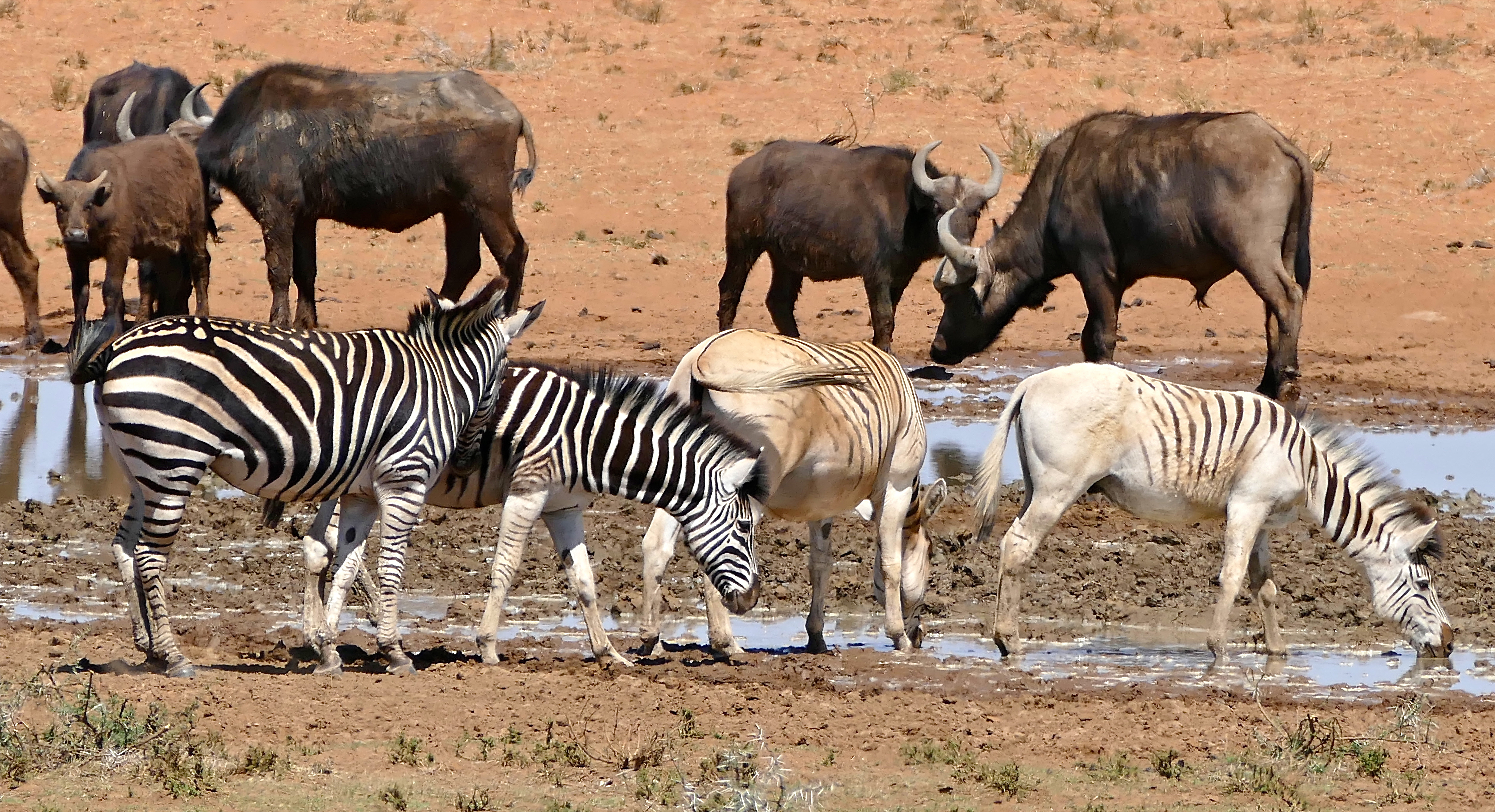
Cebras comunes y cebras del Proyecto Quagga en el Parque Nacional Mokala

El primer potro del proyecto nació el 9 de diciembre de 1988. El 20 de enero de 2005 nació Henry, el primer potro con un patrón de rayas visiblemente reducido, considerado similar al de los quaggas. El primer potro de la quinta generación nació en diciembre de 2013. Se ha propuesto que aquellos individuos con los patrones de rayas más reducidos se denominen «quaggas de Rau», tanto para reconocer la contribución de Reinhold Rau al proyecto como para distinguir a los nuevos animales de la cepa original, extinta.
En marzo de 2016, el Proyecto Quagga registró 116 animales en 10 lugares, algunos de los cuales están cerca de Ciudad del Cabo. De los 116 animales, actualmente seis individuos muestran un patrón de rayas muy reducido.
El objetivo es tener una población de alrededor de 50 de estas cebras y trasladarlas a un área protegida dentro de su antiguo hábitat natural. Los individuos actuales con un patrón de rayas similar al de la quagga se llaman Henry, Freddy, DJ14, Nina J, FD15 y Khumba.